# Nathan Milstein

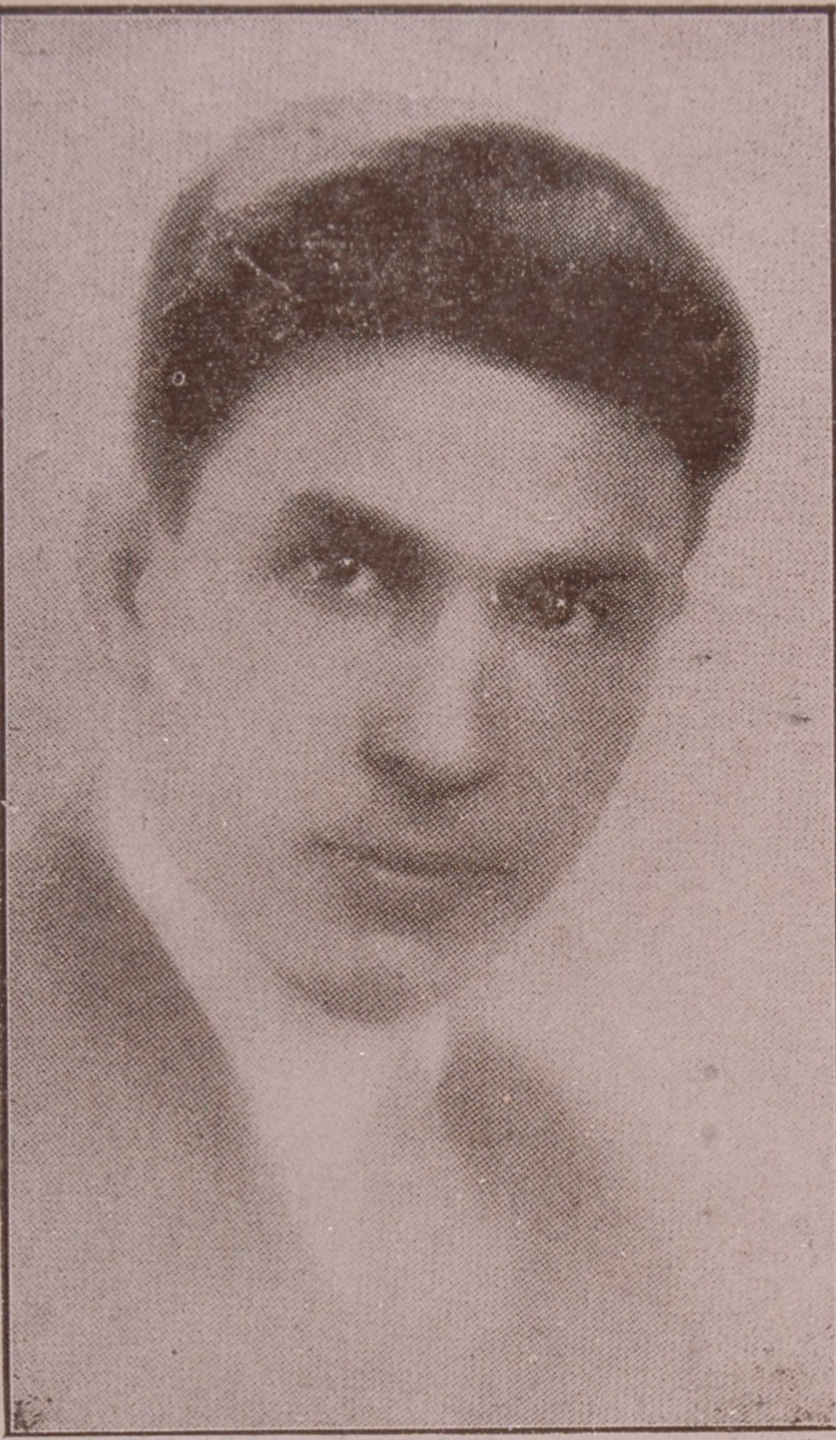
Nathan Milstein in den 1920er Jahren

Nathan Milstein (* 31. Dezember 1903jul. / 13. Januar 1904greg. in Odessa, Russisches Kaiserreich; † 21. Dezember 1992 in London) war ein amerikanischer Violinist. Er gilt als einer der größten Geiger des 20. Jahrhunderts. 

## Leben
Milstein war eines von sieben Kindern und der Vetter des US-amerikanischen Filmschaffenden Lewis Milestone. Bereits als Vierjähriger erhielt er, weil die Mutter das rebellische Kind besänftigen wollte, bei Pjotr S. Stoljarski ersten Violinunterricht. Sein Debüt gab er als Elfjähriger mit Glasunows Violinkonzert unter der Leitung des Komponisten. Im Jahre 1916 wechselte Milstein zu Leopold Auer, dem Meister der russischen Violinschule am Sankt Petersburger Konservatorium.
Ab 1923 unternahm er mit seinem Freund, dem Pianisten Vladimir Horowitz, Konzertreisen durch die Sowjetunion. 1925 hatten beide zusammen gefeierte Auftritte in Westeuropa, unter anderem in Paris und Berlin. Seine nächste Station war Brüssel, wo er bei Eugène Ysaÿe studierte, der ihn ermutigte. 1929 unternahm er mit Horowitz und dem Cellisten Gregor Piatigorsky eine Tournee durch die USA, bekannt als „die drei Musketiere“. Er spielte auf der Stradivari „ex Goldman“, die er fortan „Marie-Therèse“ nannte. Seit den 1960er Jahren feierte er mit seinem Klavierbegleiter Georges Pludermacher weltweit Erfolge. Aufsehen bei Solisten und Orchestern erregte er auch häufig damit, dass er sogar während der Konzerte und Proben stets die Fingersätze wechselte, denn nach seiner Auffassung schränkt ein immer gleichbleibender Fingersatz die Interpretationsmöglichkeiten ein. 
Milstein war bis ins hohe Alter als Solist tätig, bis er seine Karriere wegen eines komplizierten Handbruchs beenden musste. Im Alter von 82 Jahren spielte Nathan Milstein am 17. Juli 1986 sein letztes öffentliches Konzert mit seinem Klavierbegleiter Georges Pludermacher in Stockholm.

## Werke
Berühmt wurde Milstein unter anderem durch seine Einspielung der Sonaten und Partiten Johann Sebastian Bachs, mit der er einen bis heute gültigen Standard höchster Kunst geschaffen hat.
Die Paganiniana-Variationen (für Violine Solo über Capricen und Konzerte von Paganini) stammen ebenso aus seiner Feder wie zahlreiche Transkriptionen und Klavierbegleitungen. Berühmt wurden auch seine Kadenzen sowie Einspielungen der romantischen Violinkonzerte von Beethoven, Saint-Saëns, Brahms, Mendelssohn und Tschaikowski.

## Auszeichnungen
- 1980: Österreichisches Ehrenzeichen für Wissenschaft und Kunst